# تورري
بلدية تورري (بالإسبانية: Turre)‏, هي بلدية تقع في مقاطعة المرية. جنوب شرق إسبانيا. يبلغ عدد سكانها 2.884 نسمة.

## وصلات خارجية
- نسخة محفوظة 26 سبتمبر 2007 على موقع واي باك مشين. (بالإسبانية)